# NGC 2704
NGC 2704 é uma galáxia espiral barrada (SBab) localizada na direcção da constelação de Lynx. Possui uma declinação de +39° 22' 57" e uma ascensão recta de 8 horas, 56 minutos e 47,7 segundos.
A galáxia NGC 2704 foi descoberta em 18 de Março de 1787 por William Herschel.